# Кисляковская волость
Кисляковская волость — административно-территориальная единица Херсонского уезда Херсонской губернии.
По состоянию на 1886 год состояло из 7 поселений, 7 сельских общин. Население 2799 человек (1346 мужского пола и 1453 женской), 547 дворовых хозяйств.
|                        | Площадь, десятин | В том числе пахотной, дес. |
| ---------------------- | ---------------- | -------------------------- |
| Сельских общин         | 5196             | 4051                       |
| Частной собственности  | 39 567           | 12 905                     |
| Казённой собственности | 1                | -                          |
| Другой собственности   | 120              | 120                        |
| Всего                  | 44 884           | 17 526                     |

Самые большие поселения волости:
- Кисляковка — село при реке Буг в 40 верстах от уездного города, 73 человека, 19 дворов, православная церковь, земская станция. За 4½ версты — рыбный завод, соляной завод, маяк, за 15 вёрст — рыбный завод, за 26 вёрст — почтовая станция, за 32 версты — постоялый двор.
- Александровка — село при Днепровском лимане, 848 человек, 167 дворов, 2 лавки, кирпичный завод.
- Балабановка — село при реке Буг, 927 человек, 166 дворов, земская станция.
- Святотроицкая (Русская Коса) — село при реке Буг, 850 человек, 75 дворов, лавка.